# Мереняшев, Андрей Иванович
Андре́й Ива́нович Мереня́шев (17 октября 1919 — 25 января 1944) — советский военнослужащий, участник Великой Отечественной войны. Герой Советского Союза (1944).

## Биография
Мереняшев А. И., русский по национальности, родился в крестьянской семье. Окончив семь классов школы, в 1936 году призван в ряды РККА. Прошёл обучение на курсах младших лейтенантов, которые окончил в 1942 году.
С 1942 года, находясь в составе действующей армии, Мереняшев А. И. являлся командиром пулемётной роты 615-го стрелкового полка 167-й стрелковой дивизии (38-я армия, Воронежский фронт). Капитан Мереняшев 26 сентября 1943 года одним из первых форсировал Днепр около села Вышгород и захватом плацдарма создал условия для переправы оставшихся подразделений полка.
10 января 1944 года Мереняшеву А. И. было присвоено звание Героя Советского Союза.
Погибшего 25 января 1944 года в бою Мереняшева А. И. захоронили в братской могиле села Федюковка Лысянского района Черкасской области.

## Награды
- Медаль «Золотая Звезда» Героя Советского Союза (10.01.1944);
- орден Ленина (10.01.1944);
- орден Александра Невского (31.01.1944)[3];
- орден Отечественной войны 1-й степени (06.08.1943)[4].

## Память
Именем Мереняшева названа улица в г. Пензе, а также общеобразовательная школа МБОУ СОШ №75/62 г. Пензы.

## Комментарии
1. ↑  Ныне в черте города Пенза.